# 아드리아나 리마
아드리아나 프란세스카 리마(포르투갈어: Adriana Francesca Lima, 1981년 6월 12일 ~ )는 브라질의 모델이다. 리마는 2000년 이후 빅토리아 시크릿 엔젤로도 잘 알려져 있다.
2012년 포브스 선정 수입이 많은 모델 리스트'에서 연 730만 달러로 4위에 선정되었다. 2013년에는 3위, 2014년에는 800만 달러로 2위에 선정되었다. 2015년, 900만 달러로 2위에 선정되었다.

## 어린 시절
1981년 6월 21일 브라질 바이아 주 사우바도르에서 태어났다. 그녀의 성 "리마 (Lima)"는 포르투갈어에서 유래한다. 스웨덴과 포르투갈 혈통을 갖고 있다.(인스타그램 공개)

## 경력

### 모델

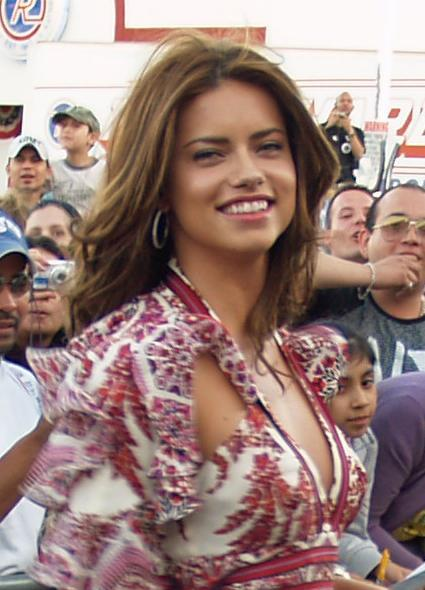
2007년 모습

리마는 초등학교 시절 많은 미인대회에서 우승했으나, 모델이 되겠다는 생각은 안 해봤다고 한다. 그러다 친구의 권유로 모델 경연 대회에 같이 참가하게 된다. 15살 때 포드 모델스의 "Supermodel of Brazil"에, 1996년에는 "Supermodel of the World" 경연에 참가해 모델로 나서게 된다.3년 후, 뉴욕으로 가 엘리트 모델 매니지먼트와 계약하였다. 이름을 알린 후, 리마의 모델 포트폴리오는 빠르게 확산되어 보그, 마리끌레르 등 여러 잡지에 모습을 보인다. 또 런웨이 모델로서 베라 왕, 조르조 아르마니, 발렌티노 가라바니 등 여러 패션 디자이너의 쇼에 서게 된다. 2000년에는 게스걸로 선정되어 많은 책, 광고에 모습을 보였다.
리마는 왕성한 활동을 하며 계속해서 경력을 쌓아갔다. 2003년에 메이블린의 홍보대사로 선정되어 2009년까지 활동하였다. 베베, 아르마니, 베르사체, BCBG, 루이비통 등 여러 브랜드의 모델로 활동하였다. 또 하퍼스 바자, 엘르, GQ, 아레나, 보그, V, 에스콰이어 등 패션 잡지의 커버 모델로도 모습을 보였다. 리마가 커버 모델로 나온 GQ의 2006년 4월 호는 그 해의 최고로 많이 팔린 발행 호 겸 역대 출판물 중 가장 많이 팔린 발행 호 중 하나가 되었다. GQ는 리마를 "세계에서 가장 육감적인 처녀" (The World's Most Voluptuous Virgin)라고 말했다.

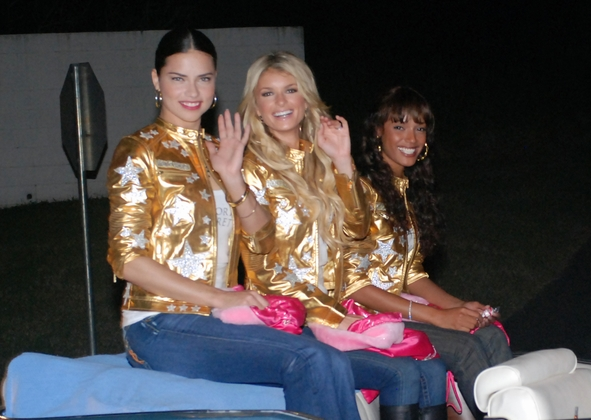
(좌→우) 2007년 관타나모 만 크리스마스 퍼레이드에 있는 리마, 머리사 밀러, 셀리타 이뱅크스

포브스 지에 의하면 리마는 2006년 세계에서 5번째, 2007년과 2008년에는 4번째로 수입이 많은 모델이었다.
2008년 2월, 에스콰이어의 75주년 기념판에서 앤지 디킨슨으로 분해 커버를 장식하였다. 베너티 페어 2007년 11호에선 다른 빅토리아 시크릿 앤젤들과 함께 몸에 신발, 다이아몬드, 장갑만 착용한 채 모습을 보였다.
2009년 리마는 다시 하이패션계로 돌아와 지방시 패션쇼에 섰고, 2009년 F/W 시즌 지방시의 대표 모델 중 한 명이었다.같은 해 도리토스와 계약해 지면, 영상 광고에 출연하였다.
2011년 브라질의 고급 브랜드 "포럼"(Forum)의 F/W, S/S 시즌 대표 모델이었다.2012년에는 도나 캐런의 대표 모델이 되어 2012년 봄 광고 캠페인에 출연했다. 그런데 이 광고는 인종차별적 인상을 준다는 이유로 고소를 당했다. 옹송하게 모여 숙인 채 있는 아이티인들 앞에서 포즈를 취한 리마의 모습때문이다.
2012년 초 터키의 의류 회사 "마비 진스"(Mavi Jeans)의 브랜드 모델로 활동하였다. 리마가 나오는 광고 캠페인으로 인해 마비 진스는 2012년 1분기 판매가 50% 상승했고 온/오프라인 점포 수도 20% 증가했다. 또 텔레비전 광고는 2800만 명이 시청해 트위터에서 화제가 되었으며, 마비 진스의 페이스북 페이지 방문자 수도 20%정도 늘었다. 마비 진스의 관계자는 광고에서 리마가 입은 의상들은 연일 재고 부족 상태라고 밝혔다. 이러한 성과로 인해 마비 진스의 유럽, 러시아 지점은 리마를 글로벌 모델로 쓰기로 결정하였다.
리마는 리차드 필립스(Richard Phillips)와 브라질 코파카바나 도로변에서 비져네어(Visionaire) 62호에 쓰일 사진 작업을 하였다.또 리마는 필립스가 그린 그림의 모델이 되기도 하였다. 이 그림은 뉴욕시 24번로 가고시안(Gagosian) 갤러리에 있다.
피렐리의 2013년도 달력은 리마가 임신한 상태에서 찍어 화제가 되었다. 리마는 피렐리가 모델로 기용한 첫번째 임신 여성이 되었다.
2013년 7월, 데씨구엘은 2014년 S/S 바르셀로나 패션 위크에 리마를 브랜드 모델로 기용했다.
포브스 선정 '수입이 많은 모델 리스트'에서 2013년에는 3위, 2014년에는 8백만 달러 이상으로 2위를 했다. 2015년에도 9백만 달러 이상으로 2위를 했다.
2015년, 보그 아이웨어와 마크 제이콥스의 향수 "Decadence"의 얼굴이 되었다.

### 빅토리아 시크릿

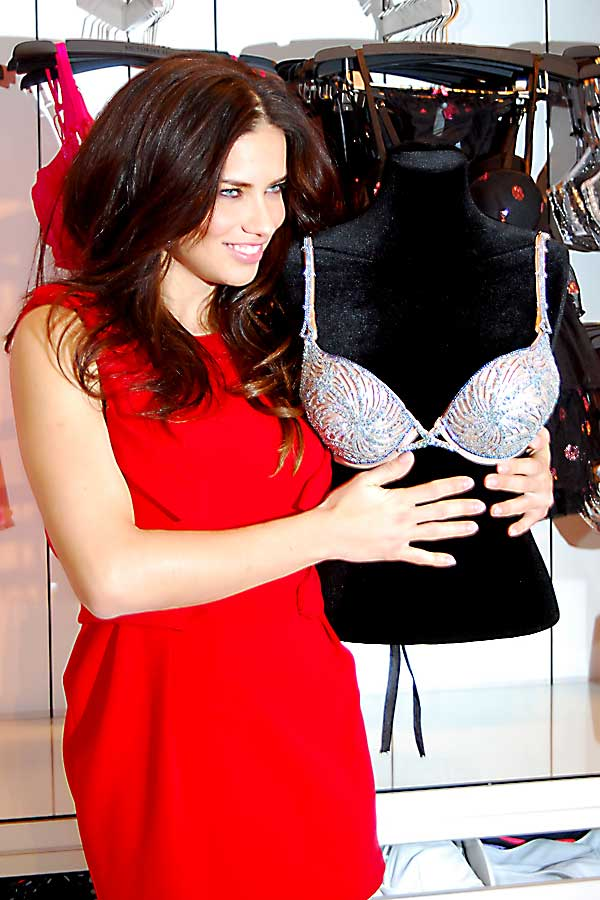
2010년 모습

아마도 리마를 세간에 가장 널리 알린 건 빅토리아 시크릿과의 만남일 것이다. 1999년에 빅토리아 시크릿에서의 첫번째 패션쇼를 했다. 2000년에 빅토리아 시크릿 앤젤이 되어 2003, 2007, 2008 그리고 2010년 쇼 오프닝에 나왔다. 2012년 두번째 출산 이후 2달도 채 안 돼서 쇼 오프닝에 5번이나 나왔다.2004년 빅토리아 시크릿을 전세계로 홍보하는 다섯 앤젤 (일명 "Angels Across America") 중 한 명이 되어 타이라 뱅크스, 하이디 클룸, 지젤 번천, 알레산드라 암브로지우와 함께 투어를 다녔다.2009년에는 임신 때문에 쇼에 서지 못했다.
리마는 빅토리아 시크릿의 여러 텔레비전 광고에도 출연했다. 2003년에는 밥 딜런과 "Angel in Venice"라는 광고에 나왔다. 2008년에는 What Is Sexy?라는 프로그램을 진행하였고, 7월에는 BioFit Uplift Bra 관련 투어를 다녔다. 11월 Miracle Bra 리런칭 때도 모습을 보였다.
2008년 빅토리아 시크릿 쇼에서 리마는 "판타지 브라"를 입고 나왔다. 판타지 브라는 미국의 쥬얼리 디자이너 마틴 캣츠(Martin Katz)가 제작하였다. 브라에는 흑 다이아몬드 3,575개, 동그란 1캐럿짜리 백 다이아몬드 117개, 루비 34개, 총합 100캐럿짜리 흑 다이아몬드 2개가 세팅되었다. 브라의 가치는 보석이 1500캐럿 이상 세팅된 것을 감안해 500만 달러로 감정되었다.2010년 리마는 Victoria's Secret Bombshell Fantasy Bra란 이름의 판타지 브라를 한 번 더 입었다. 이 브라는 백 다이아몬드 60캐럿, 토파즈와 사파이어 82캐럿, 총 142캐럿이 사용되어 200만 달러로 감정되었다.2014년에 다시 한 번 알레산드라 암브로지우와 함께 200만 달러의 판타지 브라를 입고 나왔다.

### 슈퍼 볼 광고
2008년 리마 혼자 출연한 빅토리아 시크릿의 슈퍼볼 42회 광고는 경기 광고 중 가장 많이 시청된 광고였다. 시청자는 약 1억 370만 명으로 추산되었다.2012년 2월 슈퍼볼 46회 경기에서, 리마는 한 경기 시간 내 두 가지 슈퍼볼 광고에 나온 유일한 셀럽이 되었다. 온라인 꽃배달 서비스인 텔레플로라와 기아자동차의 광고였다. 시청자는 2억 명 이상으로 추산되었다.리마가 출연한 광고 덕분에 광고 상품이었던 뉴 기아 옵티마는 디자인이 공개된 이후로 최고 판매수를 기록했다. 판매는 2012년 1월 대비 31%, 2012년 2월 대비 138.6% 증가하였다.기아 광고는 USA 투데이와 페이스북의 슈퍼볼 광고 미터(USA TODAY and Facebook's Super Bowl Ad Meter)에서 55개의 광고 중 3위를 하였다.

### 연기
미키 루크와 포리스트 휘터커와 함께 출연한 《더 플로우》(The Flow, 2001)에서 아내 역으로 첫 연기를 하였다. 클라이브 오언과 함께 단막 영화인 BMW 시리즈 《더 하이어》(The Hire)에도 출연했다.또한 미드 《내가 그녀를 만났을 때》와 시트콤 《크레이지 원스》에서 본인 역으로 동료 앤젤들과 출연했다.
2008년 미드 《어글리 베티》에서 본인 역으로 나와 주인공 베티와 친구가 되었다.

## 평판
2005년 포브스 선정 세계에서 수익이 높은 유명인 25위 안에 들었다. 2005, 2006년 포브스 셀러브리티 100에서 99위를 했다. 2012년 "포브스 셀러브리티 100 파워" 리스트에 이름이 올랐다. 2012년 포브스 선정 "세계에서 영향 있는 라티노 셀럽" 중 8위를 했다.
다른 앤젤들과 함께 피플 선정 "아름다운 사람 100인"리스트에서 순위를 나눴다. 2007년 빅토리아 시크릿 패션쇼 이전, 다른 몇몇 앤젤들과 함께 "명예의 전당(Walk of Fame)"에 이름을 올렸다. 같은 해 FHM 선정 "섹시한 여성 100인" 중 7위를 기록했다.
2007년 맥심 "핫한 100인" 투표에서 53위를 하였다. 2008년 11월부터 모델스닷컴(Models.com)은 "섹시한 모델" 리스트에 리마를 1위로 다뤄왔다. FHM에서 실시한 "세계에서 가장 섹시한 여성" 투표에서 2007년 4위, 2008년 21위, 2009년 6위, 2010년 8위를 했다.
2010년 구글 서치 통계 의거, "가장 인기있는 여성 50인" 중 46위를 했다. 2011년 하이네켄에서 실시한 UEFA 챔피언스리그 관련 시장조사에서, 남성 중 52%가 자신의 응원팀이 우승하는 것을 보는 것보다 리마와 데이트하는 게 낫다고 밝혔다. 2010년 맥아피는 "사이버 공간에서 치명적인 유명인" 명단에 리마를 6위로 선정했다.
2015년 10월, 마담 투소 뉴욕관에 리마의 밀랍 인형이 공개됐다. 이로써 마담 투소 전시관에 본인의 밀랍 인형을 가진 첫번째 빅토리아 시크릿 앤젤이자 축구 선수 펠레에 이은 두번째 브라질 유명 인사가 되었다.

### 비난
2011년 빅토리아 시크릿 패션쇼 전 데일리 텔레그래프 인터뷰에서 자신의 다이어트 식이요법을 밝혔다. "패션쇼 9일 전쯤부터 오로지 단백질 쉐이크만 마셔요. 액체류를 안 마시니 완전히 메마르게 되죠. 이 방법으로 때론 8파운드까지 뺄 수 있어요." 또 패션쇼 3주 전부터는 하루에 운동을 2번 한다고 밝혔다.  이 인터뷰는 여러 언론의 뭇매를 맞았고 앤더슨 쿠퍼의 리디큘리스트(Ridiculist)에서도 언급되었다.얼마 후 E!와의 인터뷰에서 비난 여론에 대한 입장을 밝혔다. "심하긴 하지만 이 다이어트 방법이 가치있다고 생각해요." "이 미친 다이어트를 1년 동안 하진 않죠. 이건 단지 쇼를 대비해서 하는 거에요. 쇼가 끝나면 저도 다시 평범하게 합니다."
2012년 구글은 리마의 다이어트가 "다이어트 방법" 검색 수치에서 1위를 하였다고 밝혔다.

### 자선 활동
리마는 살바도르에 위치한 "Caminhos da Luz" (빛의 길들)라는 고아원에서 건물 증축 사업, 의류 구매·기증 등 자선 활동을 했다.
딜 오어 노 딜의 터키판 "Var mısın? Yok musun?"에서 얻은 상금을 이스탄불의 백혈동 아동들을 위해 쓰이도록 기증했다.

## 사생활
리마는 일요일마다 교회에 나갈 정도로 독실한 로마 가톨릭 신자다. 2006년 4월, GQ와의 인터뷰에서 자신이 처녀라고 밝혔다. "섹스는 결혼 후에 해야하는 것이죠", "남자들은 제 선택을 존중해줘야 합니다. 만약 존중할 수 없다면, 저를 원하지 않는다는 말이겠죠."
9개월 간의 열애 후 2008년 6월, 리마는 NBA 선수 마르코 야리치와 약혼했다. 그리고 2009년 밸런타인데이에 와이오밍주 잭슨홀에서 결혼했다.
2009년 5월 세르비아 시민권을 신청했으나 취득하지 못하였다.
리마와 야리치 슬하에는 두 딸이 있다. 밸런티나 리마 야리치 (2009년 11월 15일 생)와 시에나 (2012년 9월 12일 생)이다.
2014년 5월 2일 리마와 야리치는 5년 간의 결혼 생활에 종지부를 찍고 이혼을 하였다고 발표했다.